# Kim Ji-hoon (acteur)
 (mai 2023).
La mise en forme du texte ne suit pas les recommandations de Wikipédia : il faut le « wikifier ».
Les points d'amélioration suivants sont les cas les plus fréquents. Le détail des points à revoir est peut-être précisé sur la page de discussion.
- Les titres sont pré-formatés par le logiciel. Ils ne sont ni en capitales, ni en gras.
- Le texte ne doit pas être écrit en capitales (les noms de famille non plus), ni en gras, ni en italique, ni en « petit »…
- Le gras n'est utilisé que pour surligner le titre de l'article dans l'introduction, une seule fois.
- L'italique est rarement utilisé : mots en langue étrangère, titres d'œuvres, noms de bateaux, etc.
- Les citations ne sont pas en italique mais en corps de texte normal. Elles sont entourées par des guillemets français : « et ».
- Les listes à puces sont à éviter, des paragraphes rédigés étant largement préférés. Les tableaux sont à réserver à la présentation de données structurées (résultats, etc.).
- Les appels de note de bas de page (petits chiffres en exposant, introduits par l'outil «  Source ») sont à placer entre la fin de phrase et le point final[comme ça].
- Les liens internes (vers d'autres articles de Wikipédia) sont à choisir avec parcimonie. Créez des liens vers des articles approfondissant le sujet. Les termes génériques sans rapport avec le sujet sont à éviter, ainsi que les répétitions de liens vers un même terme.
- Les liens externes sont à placer uniquement dans une section « Liens externes », à la fin de l'article. Ces liens sont à choisir avec parcimonie suivant les règles définies. Si un lien sert de source à l'article, son insertion dans le texte est à faire par les notes de bas de page.
- La présentation des références doit suivre les conventions bibliographiques. Il est recommandé d'utiliser les modèles {{Ouvrage}}, {{Chapitre}}, {{Article}}, {{Lien web}} et/ou {{Bibliographie}}. Le mode d'édition visuel peut mettre en forme automatiquement les références.
- Insérer une infobox (cadre d'informations à droite) n'est pas obligatoire pour parachever la mise en page.

Pour une aide détaillée, merci de consulter Aide:Wikification.
Si vous pensez que ces points ont été résolus, vous pouvez retirer ce bandeau et améliorer la mise en forme d'un autre article.
Pour l’article homonyme, voir Kim Ji-hoon.
Kim Ji-hoon né le 9 mai 1981 à Séoul, est un acteur Sud-Coréen.

## Biographie
Il est surtout connu pour ses comédies romantiques à la télévision telles que The Golden Age of Daughters-in-Law  (2007), Love Marriage (également connue sous le nom de Matchmaker's Lover, 2008), Stars Falling from the Sky (également connue sous le nom de Wish Upon a Star, 2010), et My Cute Guys (2012).
En 2010, il est également apparu dans le film Natalie et dans la série télévisée Unsolved,,.

## Filmographie

### Séries télévisées
| Année | Titre                                                     | Rôle                       | Réf.   |
| ----- | --------------------------------------------------------- | -------------------------- | ------ |
| 2002  | T'aimer                                                   | Choi Sung-wook             |        |
| 2003  | Un problème chez mon jeune frère                          | Parc Young-goo             |        |
| 2004  | Meilleur théâtre MBC "La maison d'amour de Kang Jang-soo" | Kang Jang-soo              |        |
| 2004  | Land                                                      | jeune Kim Gil-sang         |        |
| 2005  | Hymne d'amour                                             | Kang Hyuk                  |        |
| 2005  | pomme d'Or                                                | Kim Kyung-gu               |        |
| 2005  | Yap (sitcom mobile)                                       | Kim Ji-hoon                |        |
| 2006  | Grand Héritage                                            | Choi Shi-wan               |        |
| 2006  | Combien d'amour                                           | Seo Dong-so                |        |
| 2007  | Des fleurs pour ma vie                                    | Allez Eun-tak              |        |
| 2007  | L'âge d'or des belles-filles                              | Lee Bok-su                 | [ 4 ]  |
| 2008  | Pourquoi es-tu venu chez moi ?                            | Jo Gi-dong                 |        |
| 2008  | Mariage d'amour                                           | Park Hyun-soo              | [ 5 ]  |
| 2009  | L'impératrice de fer                                      | Hyeonjong                  | [ 6 ]  |
| 2010  | Vœu sur une étoile                                        | Won Kangha                 | [ 7 ]  |
| 2010  | Non résolu                                                | Kim Hyung-do               | [ 8 ]  |
| 2011  | Marcher                                                   | Na Yo-han                  |        |
| 2013  | Mes mecs mignons                                          | Oh Jin-rak                 | [ 9 ]  |
| 2013  | La déesse du mariage                                      | Kang Tae-wook              | [ 10 ] |
| 2014  | Jang Bo-ri est là !                                       | Lee Jae-hwa                | [ 11 ] |
| 2015  | Drame spécial "Funny Woman"                               | Oh Jung Woo                | [ 12 ] |
| 2016  | Doux étranger et moi                                      | Jo Dong-jin                | [ 13 ] |
| 2016  | Les sept premiers baisers                                 | Apparition spéciale Ep.1   |        |
| 2017  | Veuillez la trouver                                       | Kim Jung Nam               | [ 14 ] |
| 2017  | Mauvais voleur, bon voleur                                | Han Jun-hee / Jang Min-jae | [ 15 ] |
| 2018  | Fils d'une famille riche                                  | Lee Kwang-jae              | [ 16 ] |
| 2019  | Babel                                                     | Tae Min Ho                 | [ 17 ] |
| 2020  | fleur du mal                                              | Baek Hee Sung              |        |
| 2022  | Money Heist : Corée - Espace économique commun            | Denver                     | ,      |
| 2023  | Love to Hate You                                          | Do Won-jun                 | [ 20 ] |
| 2023  | Death's Game                                              | Park Tae-woo               |        |
|       |                                                           |                            |        |

### Film
| Année | Titre         | Rôle       | Remarques    | Réf.   |
| ----- | ------------- | ---------- | ------------ | ------ |
| 2010  | Nathalie      | Min-woo    |              |        |
| 2017  | L'Âge du sang | Lee In-jwa |              | [ 21 ] |
| 2023  | Ballerine     | Choi Pro   | Film Netflix | [ 22 ] |

### Spectacle de variété
| Année | Titre                     | Remarques                                                                |
| ----- | ------------------------- | ------------------------------------------------------------------------ |
| 2001  | Ligne d'assistance        | VJ                                                                       |
| 2001  | 요리조리 팡팡             | Héberger                                                                 |
| 2008  | Sang Sang Plus - Saison 2 | Héberger                                                                 |
| 2014  | Saturday Night Live Korea | Animateur, épisode 98                                                    |
| 2015  | Mangeons entre amis       |                                                                          |
| 2015  | Des mecs, des filles      |                                                                          |
| 2017  | Scène de crime (saison 3) | Membre de la distribution                                                |
| 2023  | Noir : J'ai vu le diable  | Membre de la distribution ; Crime Thriller Crime Documentaire (Saison 2) |

### Clip musical
| Année | Titre de la chanson            | Artiste                   |
| ----- | ------------------------------ | ------------------------- |
| 2002  | "Propose"                      | "Kangta "                 |
| 2002  | " Don't Go Away Ver. 2 "       | Chu Ga Yeoul              |
| 2002  | "Waiting."                     | BoA                       |
| 2002  | " Wedding "                    | Shinhwa                   |
| 2003  | " Habit "                      | Fly to the Sky            |
| 2003  | " Maybe "                      | Dana                      |
| 2003  | "Because I Want To Hold On"    | Eunhyul                   |
| 2006  | "300 Won Coins "               | Tutti                     |
| 2006  | "Memory"                       | Yurisangja                |
| 2007  | "Beautiful Woman"              | Lee Ki-chan               |
| 2007  | "Did You Forget?"              | Hana                      |
| 2007  | "Can't Forget"                 | PK Heman feat. Lee Ji Hye |
| 2008  | "You Said You Love Me"         | Sungje                    |
| 2009  | "The Following Car Is Honking" | MC the Max                |

## Théâtre
| Année | Titre              | Rôle       |
| ----- | ------------------ | ---------- |
| 2010  | Université du rire | Dramaturge |

## Récompenses et nominations
| Année | Décerner                                            | Catégorie                                                       | Œuvre nommée                       | Résultat   |
| ----- | --------------------------------------------------- | --------------------------------------------------------------- | ---------------------------------- | ---------- |
| 2006  | Prix du théâtre MBC                                 | Meilleur nouvel acteur                                          | How Much Love                      | Nomination |
| 2007  | Prix du théâtre KBS                                 | Meilleur nouvel acteur                                          | The Golden Age of Daughters-in-Law | Lauréat    |
| 2007  | Prix du théâtre KBS                                 | Prix du meilleur couple avec Lee Soo-kyung                      | The Golden Age of Daughters-in-Law | Lauréat    |
| 2013  | Prix dramatiques SBS                                | Prix d'excellence, acteur dans un drame du week-end / quotidien | Goddess of Marriage                | Lauréat    |
| 2014  | 3e APAN Star Awards                                 | Prix d'excellence, acteur dans une série dramatique             | Jang Bo-ri is Here !               | Lauréat    |
| 2014  | 22e Prix coréens de la culture et du divertissement | Top Excellence Award, acteur dans un drame                      | Jang Bo-ri is Here !               | Lauréat    |
| 2014  | Prix du théâtre MBC                                 | Top Excellence Award, acteur dans une série dramatique          | Jang Bo-ri is Here !               | Lauréat    |
| 2018  | 6e APAN Star Awards                                 | Prix d'excellence, acteur dans une série dramatique             | Le fils riche                      | Nomination |
| 2018  | Prix du théâtre MBC                                 | Top Excellence Award, acteur dans un feuilleton                 | Le fils riche                      | Nomination |
| 2021  | 57e prix des arts Baeksang                          | Meilleur acteur dans un second rôle (TV)                        | fleur du mal                       | Nomination |